# Uzovská Panica
Uzovská Panica és un poble i municipi d'Eslovàquia. Es troba a la regió de Banská Bystrica.

## Història
La primera menció escrita de la vila es remunta al 1427.

## Demografia
| Godina             | 1994 | 2004    | 2014   | 2024    |
| ------------------ | ---- | ------- | ------ | ------- |
| Nombre de persones | 599  | 694     | 750    | 835     |
| Diferència         |      | +15,85% | +8,06% | +11,33% |

| Godina             | 2023 | 2024   |
| ------------------ | ---- | ------ |
| Nombre de persones | 826  | 835    |
| Diferència         |      | +1,08% |